# Pierrick Valdivia
Pierrick Valdivia (Bron, 18 aprile 1988) è un ex calciatore francese, di ruolo centrocampista.

## Carriera
Cresciuto nell'Olympique Lione, dal 2009 al 2012 gioca tre stagioni da titolare in Ligue 2 con il Sedan. Nel 2012 passa al Lens, dove gioca due stagioni da titolare in seconda serie e, al termine della stagione 2013-2014, ottiene la promozione in Ligue 1.